# The Crash
The Crash – fińska pop-rockowa i britpopowa grupa muzyczna, założona w Turku w 1991 i rozwiązany w 2009.
Do 1997 zespół działał pod nazwą Ladies & Gentlemen. Dwa lata później wydał swój debiutancki album. Największy sukces odniósł w 2001, nagrywając drugą płytę Wildlife, na której znalazły się takie utwory, jak "Lauren Caught My Eye" i "Star". W tym samym roku grupa została nominowana do MTV Europe Music Awards w kategorii "najlepszy wykonawca nordycki".

## Członkowie zespołu
- Teemu Brunila – wokal, gitara elektryczna
- Samuli Haataja – wokal, gitara basowa
- Erkki Kaila – perkusja
- Samuli "JJ" Jokinen – instrumenty klawiszowe

## Dyskografia

### Albumy
- Comfort Deluxe (1999)
- Wildlife (2001)
- Melodrama (2003)
- Selected Songs 1999-2005 (2005)
- Pony Ride (2006)

### Single
- "Crash" (The Black EP)" (1997)
- "Take My Time" (1998)
- "World Of My Own" (1999)
- "Sugared / Loveless" (1999)
- "Coming Home" (1999)
- "Lauren Caught My Eye" (2001, 2002)
- "Star" (2001, 2002, 2004)
- "New York" (2002)
- "Still Alive" (2003)
- "Gigolo" (2003)
- "Big Ass Love" (2005)
- "Thorn in My Side" (2005)
- "Pony Ride" (2006)
- "Grace" (2006)